# Spilogona concomitans
Spilogona concomitans är en tvåvingeart som beskrevs av Huckett 1973. Spilogona concomitans ingår i släktet Spilogona och familjen husflugor.
Artens utbredningsområde är Maine. Inga underarter finns listade i Catalogue of Life.